# Emmy (Schiff, 1847)
Die Emmy war ein Vollschiff, das 1847 in Stockholm gebaut wurde.

## Schiffsmaße
Im Bielbrief vom 6. Dezember 1847 sind für die Emmy folgende Maße angegeben:
- Länge zwischen den Steven            =  unbekannt
- Größte Breite                        =  unbekannt
- Höhe                                 =  unbekannt
- Tragfähigkeit                        =  277 Hamburger Kommerzlasten[2] = 831 Tonnen

## Geschichte
Gebaut wurde das Schiff 1847 in Stockholm. Der Eigner der Emmy war das Handelshaus Joh. Ces. Godeffroy & Sohn unter Leitung des Hamburger Kaufmanns Cesar Godeffroy. Das Schiff wurde vermutlich nach dem Vornamen Emilie der Frau von Cesar Godeffroy benannt. 
Zu ihrer Zeit war sie eines der größten Schiffe in der Flotte der Segler von Joh. Ces. Godeffroy & Sohn.
Das Schiff kam für den Transport von Auswanderern ab Hamburg nach Australien und Südamerika zum Einsatz.

## Kapitäne
- Mathias Wilken
- J.H.O. Meyer

## Fahrten
Mit der Emmy wurden von Hamburg aus Fahrten in das Gebiet um Australien und nach Südamerika unternommen. 
| Datum             | Ereignis        | Ort           | Kapitän        | Ziel                         | Bemerkung        | Nachweis |
| ----------------- | --------------- | ------------- | -------------- | ---------------------------- | ---------------- | -------- |
| 13. Januar 1849   | Abfahrt         | Calcutta      | Wilken         | Hamburg                      |                  | [ 3 ]    |
| 16. Mai 1849      | angekommen      | Cowes         | Wilken         | Hamburg, von Calcutta        |                  | [ 4 ]    |
| 13. Juli 1849     | angekommen      | Brouwershaven | Wilken         | von Calcutta, nach Rotterdam |                  | [ 5 ]    |
| 26. August 1849   | angekommen      | Hamburg       | Mathias Wilken |                              | von Rotterdam    | [ 6 ]    |
| 4. September 1849 | abgegangen      | Hamburg       | J.H.O. Meyer   | Süd-Australien               |                  | [ 7 ]    |
| 19. Dezember 1849 | angekommen      | Port Philip   | Meyer          |                              | mit Auswanderern | [ 8 ]    |
| 6. April 1850     | im Hafen        | Singapur      | Meyer          |                              |                  | [ 9 ]    |
| 15. Oktober 1850  | angekommen      | Hamburg       | Meyer          | von Singapur                 |                  | [ 10 ]   |
| 30. November 1850 | in See gegangen | Cuxhaven      | Meyer          | Valparaiso, San Francisco    |                  | [ 11 ]   |

## Schiffe gleichen Namens
Als Emmy fuhr von 1837 bis März 1844 unter der Godeffroyschen Flagge eine Brigg.